# Зайцев, Алексей Алексеевич (хоккеист)
Алексей Алексеевич Зайцев (род. 29 июня 1992, Череповец, Вологодская область) — российский хоккеист, крайний нападающий. Воспитанник череповецкого хоккея. Игрок клуба «Темиртау», выступающего в чемпионате Казахстана.

## Карьера
Начал профессиональную карьеру в 2011 году в составе родной череповецкой «Северстали». До этого на протяжении двух лет выступал в Молодёжной хоккейной лиге за «Алмаз». В сезоне 2010/11 был включён в состав сборной Запада в матче на Кубок Вызова. 18 февраля 2011 года в матче против «Автомобилиста» дебютировал в КХЛ.

## Статистика выступлений
Последнее обновление: 21 августа 2011 года
| Сезон       | Команда         | Лига            | Игр | Г  | П  | Очк | +/- | Штр |
| ----------- | --------------- | --------------- | --- | -- | -- | --- | --- | --- |
| 2009-10     | Алмаз           | МХЛ             | 66  | 12 | 14 | 26  | -5  | 36  |
| 2010-11     | Алмаз           | МХЛ             | 61  | 21 | 28 | 49  | +16 | 26  |
| 2010-11     | Северсталь      | КХЛ             | 1   | 0  | 0  | 0   | --  | 0   |
| Всего в КХЛ | Всего в КХЛ     |                 | 1   | 0  | 0  | 0   | --  | 0   |
|             | Всего в карьере | Всего в карьере | 128 | 33 | 42 | 65  | +11 | 62  |